# Résolution 145 du Conseil de sécurité des Nations unies
Membres permanents
- Chine (Taïwan)
- États-Unis
- France
- Royaume-Uni
- URSS

Membres non permanents
- Argentine
- Sri Lanka
- Équateur
- Italie
- Pologne
- Tunisie

Résolution no 144 Résolution no 146
La Résolution 145  est une résolution du Conseil de sécurité des Nations unies adoptée le 22 juillet 1960, dans sa 879e séance, après avoir examiné un rapport du Secrétaire général concernant la mise en œuvre de la résolution 143, le Conseil a demandé à la Belgique de retrait de ses troupes du Congo-Léopoldville et a autorisé le Secrétaire général à prendre toutes les mesures nécessaires à cet effet. 

Le Conseil a également demandé à tous les États à s'abstenir de toute action qui pourrait entraver le rétablissement de la loi et l'ordre au Congo ou de saper son intégrité territoriale, le Conseil a ensuite félicité le Secrétaire général pour son action rapide en ce qui concerne la résolution 143 ainsi que son premier rapport et d'autres rapports demandés à venir, le cas échéant.

## Vote
La résolution a été adoptée à l'unanimité 

## Texte
- Résolution 145 Sur fr.wikisource.org
- Résolution 145 Sur en.wikisource.org